# Lignerolles (Eure)
Lignerolles település Franciaországban, Eure megyében. Lakosainak száma 356 fő (2022. január 1.). Lignerolles Champigny-la-Futelaye, Coudres, Illiers-l’Évêque, Marcilly-sur-Eure és Saint-Laurent-des-Bois községekkel határos.

## Népesség
A település népességének változása:
| Lakosok száma | 195  | 184  | 228  | 279  | 293  | 314  | 327  | 335  | 342  | 356  |
|               | 1968 | 1982 | 1990 | 2006 | 2013 | 2015 | 2017 | 2019 | 2020 | 2022 |